# (1776) Kuiper
(1776) Kuiper es un asteroide que forma parte del cinturón de asteroides y fue descubierto por Ingrid van Houten-Groeneveld, Cornelis Johannes van Houten y Tom Gehrels desde el observatorio del Monte Palomar, Estados Unidos, el 24 de septiembre de 1960.

## Designación y nombre
Kuiper fue designado al principio como 2520 P-L.
Posteriormente se nombró en honor del astrónomo neerlandés Gerard Kuiper (1905-1973).

## Características orbitales
Kuiper orbita a una distancia media del Sol de 3,104 ua, pudiendo acercarse hasta 3,063 ua y alejarse hasta 3,146 ua. Tiene una inclinación orbital de 9,492° y una excentricidad de 0,0133. Emplea en completar una órbita alrededor del Sol 1998 días.